# Robinvale
Robinvale – miasto w Australii, w stanie Wiktoria.